# Peter Ipsen
Rasmus Peter Ipsen (2. november 1815 i Rønne – 12. september 1860 i Utterslev) var en dansk terrakottafabrikant, som grundlagde fabrikken P. Ipsens Enke.

## Personligt
Hans far, Henrik Ipsen, var skipper i Rønne; moren var Birgitte født Marcher. 15. april 1843 giftede han sig med Louise Christine Bierring, datter af mølleren Jacob Bierring og Cathrine Bierring.

## Arbejde
Efter at være konfirmeret kom han i snedkerlære i sin fødeby, men da hans helbred var svagt, gik han 1833 over til at blive lærling ved Den kongelige Porcelænsfabrik i København. Seks år efter var hans læretid her forbi, og han blev nu arbejder ved fabrikken, hvor hans skarpe blik for form tidlig havde gjort ham til G.F. Hetschs yndling. Han længtes imidlertid efter som selvstændig at kunne sætte foden under eget bord, og i 1834 begyndte han samtidig ude på Nørrebro en beskeden tilvirkning af terrakottagenstande, som han, da han ingen ovn havde, fik brændt på Den kongelige Porcelænsfabrik. De skulle virke ved deres form alene, han satte en stolthed i ikke at glasere dem, men det var besværligt at få porcelænshandlerne, som han personlig bragte sine frembringelser, til at købe disse gule, uglaserede genstande. Lidt efter lidt steg dog afsætningen, og 1847 var han efter store anstrengelser nået så vidt, at han kunne købe en jordlod på Utterslev Mark og her anlægge en lille fabrik på Frederikssundsvej. Året efter åbnede han et udsalg i Bredgade 31 i København, og i 1852 deltog han med succes i en udstilling på Christiansborg Ridebane.

## Død og eftermægle
Den 12. september 1860 døde Peter Ipsen på grund af dårligt helbred.
Hans efterladte hustru fortsatte med at tage på udstillinger, og vandt priser på flere af dem. Udstillingerne i København 1872 og 1888 var med til at forbedre fabrikkens omdømme, hvilket i 1871 gjorde at fabrikken fik titlen Kgl. Hof-terrakottafabrik. Fra 1865 overtog Peter Ipsens søn, Bertel Ipsen rollen som fabrikken forretningsfører og faglige leder.
Peter Ipsen er begravet på Assistens Kirkegård.